# نووایا تکلیا
نووایا تکلیا (به لاتین: Novaya Teklya) یک منطقه مسکونی در جمهوری آذربایجان است که در شهرستان جلیل‌آباد واقع شده است.